# نتی (نرم‌افزار)
نتی (به انگلیسی: Netty) یک چارچوب کلاینت-سروری و non-blocking I/O برای توسعهٔ برنامه‌های تحت شبکه در جاوا است. این چارچوب برای ساده‌سازی برنامه‌نویسی تحت شبکه به کار می‌رود. این چارچوب یک پیاده‌سازی از الگوی reactor در برنامه‌نویسی است.

## ویژگی‌ها
بر اساس آنچه توسعه‌دهندگان این چارچوب اظهار کرده‌اند، ویژگی‌های مهم این چارچوب عبارت است از:
- طراحی
  - API یکسان‌سازی شده برای انواع مختلف انتقال (Blocking و Non-blocking)
  - برپایه‌ی مدل منعطف و قابل گسترشی که امکان جداسازی محدوده‌های مهم مختلف را می‌دهد
  - مدل Thread با قابلیت خصوصی‌سازی بالا (تک Thread، یک یا چند Thread Pool همانند مدل SEDA)
  - پشتیبانی از Connectionless Datagram Socket (از نسخه‌ی 3.1 به بعد)
- سهولت کاربری
  - اسناد Javadoc مناسب به همراه راهنمای کاربر و مثال
  - بدون وابستگی به چیزی جز JDK 1.5 یا بالاتر
- کارایی
  - گذردهی بالا، تاخیر پایین
  - مصرف پایین منابع
  - کمینه کردن کپی بر روی حافظه
- امنیت
  - پشتیبانی کامل از SSL/TLS و StartTLS